# لوئیز مک‌کینی
لوئیز مک‌کینی (۲۲ سپتامبر ۱۸۶۸–۱۰ ژوئیه ۱۹۳۱) فعال حقوق زنان که یک سیاستمدار کانادایی بود، مدافع اعتدال‌گرایی هم بود. او جزو اولین نفراتی بود که به عنوان یک زن در مجلس قانون‌گذاری آلبرتا انتخاب شده بود و همچنین از اولین نفرات زنی بود که در مجلس قانون‌گذاری بریتانیا خدمت کرد. او به عنوان اعضایی از اتحادیه غیرحزبی در مجلس قانون‌گذاری آلبرتا خدمت کرده بود. سپس از ۵ نفری شد که برای حقوق زنان کانادایی برای انتصاب به مجلس سنا نیز تلاش کرد. او معلم سابق مدرسه و سازمان دهنده اعتدال بود، در سال ۱۹۰۳ به عنوان خانه‌دار به آلبرتا آمد.
مک‌کینی در اتحادیه زنان مسیحی اعتدال مشارکت خیلی زیاد و سختی داشت و به مدت ۲۲ سال از سال ۱۹۰۸ تا ۱۹۳۰ به عنوان رئیس شعبه آلبرتا زحمت کشید. در سال ۱۹۳۰، او به عنوان رئیس Dominion WCTU انتخاب شد و کنوانسیون جهانی ۱۹۳۱ در تورنتو را سازماندهی کرد. مک‌کینی از قوانین سخت‌گیرانه‌تر مهاجرت و ایجاد مؤسساتی برای افراد «ناتوان» پشتیبانی کرد. در سال ۲۰۰۹، سنای کانادا مک کینی و ۵ عضو اصلی کانادا را به عنوان اولین سناتورهای افتخاری  انتخاب کرد و آنها در این عرصه وارد شدند.

## اوایل زندگی
مک کینی در ۲۲ سپتامبر ۱۸۶۸ لوئیز کرامی در فرانکویل، انتاریو، در یک خانواده پرجمعیت که او ششمین فرزند از ده فرزند ریچارد کرومی و استر امپی به دنیا آمد. پدرش در سال ۱۸۴۲ از ایرلند برای اقامت در کانادا بالا مهاجرت کرده بود و بعداً در سال ۱۸۵۷ همسرش آورد. مک کینی در دبیرستان آتن درس خوانده‌است و می‌خواست که در رشته پزشکی ادامه تحصیل دهد ولی به دلیل زن بودن (جنسیت) نتوانست به دانشکده پزشکی راه پیدا کند. در عوض، او به مدرسه عادی اتاوا رفت تا معلم شود. او به مدت چهار سال در انتاریو تدریس کرد و سپس به داکوتای شمالی رفت و سه سال دیگر در آنجا تدریس کرد.

## مشارکت در اتحادیه اعتدال مسیحی زنان

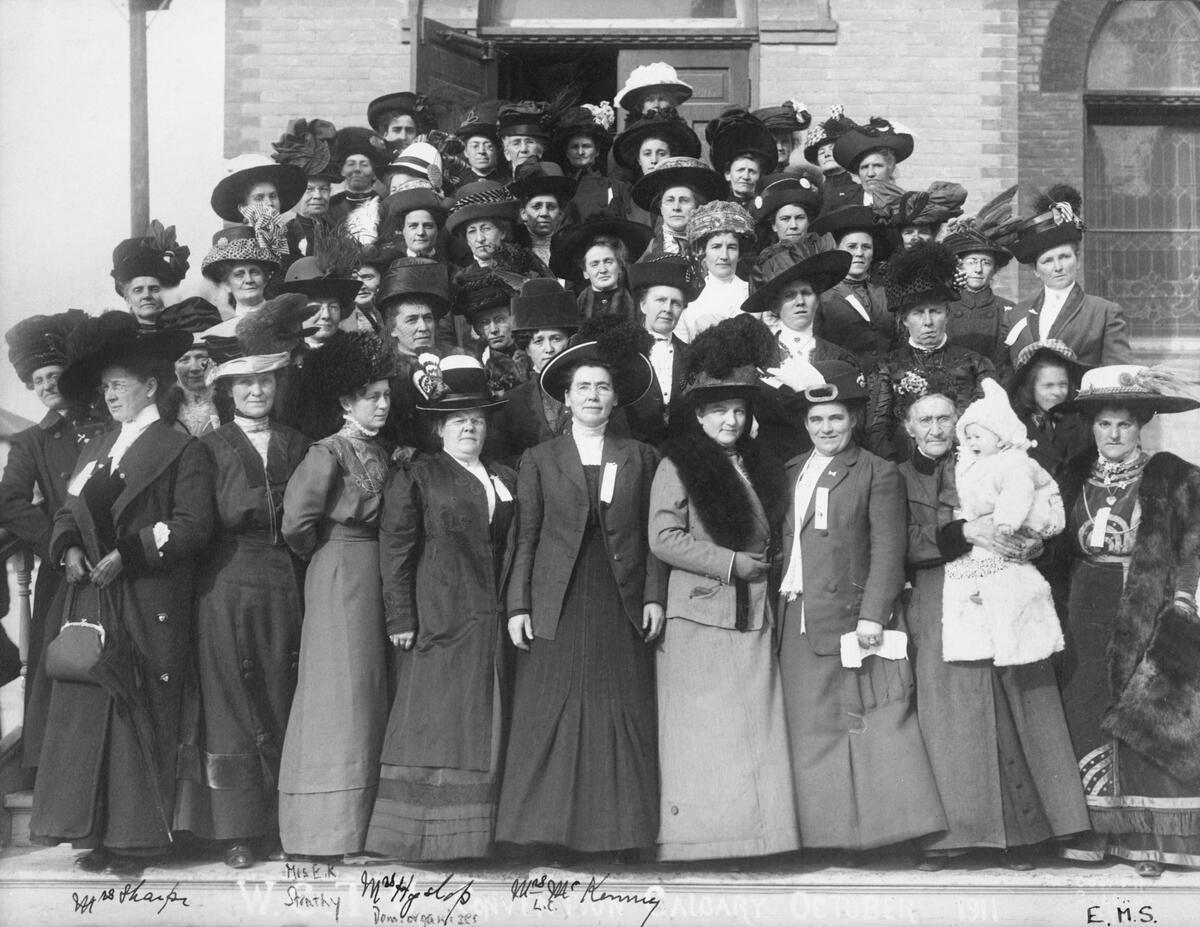
کنفرانس WCTU در کلگری، آلبرتا، در اکتبر ۱۹۱۱. مک کینی وسط ردیف جلو است.

مک کینی در حین تدریس در داکوتای شمالی به اتحادیه زنان مسیحی اعتدال علاقه پیدا کرد. در سال ۱۸۹۴ او اتحادیه محلی را راه‌اندازی کرد و در تمام ایالت سفر کرد تا در مورد خطرات الکل موعظه کند. در مدتی که به این کار مشغول بود، با جیمز مک کینی آشنایی پیدا کرد و در مارس ۱۸۹۶ با هم ازدواج کردند. حاصل این ازدواج، پسربچه‌ای به نام ویلیارد بود که نام او را از نام بنیانگذار WCTU یعنی فرانسیس ویلیارد، گرفته بودند. مک کینی در سال ۱۸۹۸ به عنوان رئیس ناحیه داکوتای شمالی WCTU انتخاب شد و سال بعد هم در منطقه خود رئیس کنوانسیون ملی مشغول به کار شد. مک‌کینی‌ها تا سال ۱۹۰۳ در داکوتای شمالی مشغول کشاورزی بودند، تا وقتی که به سرزمین‌های شمال غربی (آلبرتای کنونی) نقل مکان کردند و در نزدیکی کلارشولم مستقر شدند.
پس از ورود به آلبرتا به‌دلیل اینکه از قبل مک کینی برای تأسیس شعبه محلی WCTU پیگیری لازم را انجام داده‌بود، مک کینی با خانم‌های سرزمین‌های شمال غربی دیدار کرد تا بتواند راجع به تشکیل اتحادیه بزرگ صحبت‌های لازم را انجام دهد. WCTU مناطق شمال غربی تأسیس شد که بعداً در سال ۱۹۰۵ به WCTU آلبرتا و ساسکاچوان تغییر نام داد. در سال ۱۹۱۲، تعداد زیادی در این اتحادیه عضو بودند و برای هر منطقه نیز گروه به‌صورت مشخص جدا تعیین شده بود. مک کینی به مدت ۲۲ سال از سال ۱۹۰۸ تا ۱۹۳۰ به عنوان رئیس WCTU آلبرتا خدمت کرد. در همان دوره، او به عنوان نایب رئیس Dominion WCTU خدمت کرد. در سال ۱۹۳۰، او به عنوان رئیس WCTU Dominion انتخاب شد و کنوانسیون جهانی ۱۹۳۱ را در تورنتو سازماندهی کرد، جایی که او به عنوان نایب رئیس WCTU جهانی انتخاب شد.

## زندگی سیاسی
مک‌کینی در انتخابات سال ۱۹۱۷ برای کرسی مجلس قانون‌گذاری آلبرتا در قسمت کلارشولم کاندید شده بود که در آن‌جا خانم‌ها نیز می‌توانستند رای بدهند. او در رقابتی که با ویلیام موفات، رئیس فعلی لیبرال را به عنوان نامزد لیگ غیر حزبی توانست او را شکست دهد و وارد مجلس آلبرتا شود. با کسب این پیروزی، او اولین زنی بود که به مجلس قانونگذاری در امپراتوری بریتانیا انتخاب شد. بیشتر دوره ریاست او بر روی کار در جهت ممنوعیت مؤثرتر متمرکز بود و او به عنوان یک مناظره کننده توانا مشهور شد. او همراه با هنریتا مویر ادواردز، پیش‌نویسی را تهیه و ارائه کرد که تضمین می‌کرد زنان بیوه بخشی از دارایی شوهرانشان را دریافت کنند. پس از تصویب، به قانون Dower معروف شد.
چند تن از اعضای فاموس فایو، از جمله پارلبی، مورفی و مک‌کلانگ، از حامیان جنبش اصلاح نژاد در آلبرتا بودند. معلوم نبوده‌است که آیا مک کینی از عقیم‌سازی افرادی که نقص‌های ذهنی داشته‌اند، حمایت کرده‌است یا خیر، ولی مشخص بود که او از نهادهایی برای جلوگیری از تولید مثل افراد ضعیف‌نفس حمایت می‌کرد. مک‌کینی همچنین به‌طور غیرمستقیم از جنبش اصلاح نژاد با ترویج قوانین سخت‌گیرانه‌تر مهاجرت حمایت کرد.

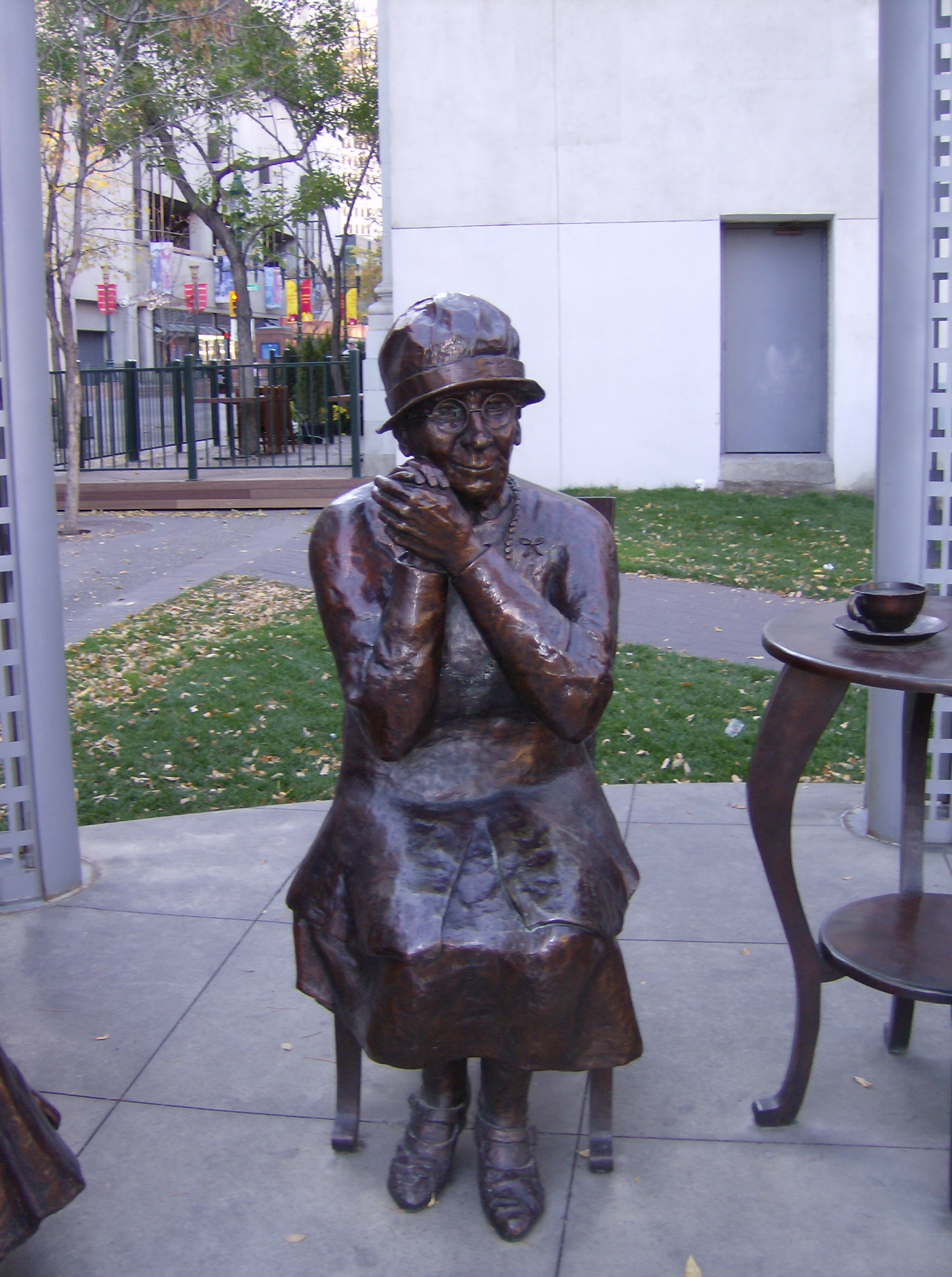
مجسمه مک کینی در کلگری، آلبرتا

مک کینی در دومین دوره انتخابات آلبرتا هم که در سال ۱۹۲۱ برگزار شد، شرکت کرده بود و کاندید اتحادیه کشاورزان بود. در این دوره او در رقابتی که با توماس میلنز داشت با اختلاف ۴۶ رای شکست را پذیرفت. اگرچه او هرگز دوباره برای مناصب سیاسی نامزد نشد، اما فعال باقی ماند و یکی از چهار زن و تنها زن از غرب کانادا بود که برای امضای اساسنامه اتحادیه برای کلیسای متحد کانادا در سال ۱۹۲۵ انتخاب شد.

## پرونده اشخاص
مک‌کینی به همراه، ایرن پارلبی، هنریتا مویر ادواردز، امیلی مورفی و نلی مک‌کلانگ، از خانم‌های مشهوری بودند که برای حق در نظر گرفتن «شخص» و واجد شرایط بودن برای خدمت در سنای کانادا مبارزه کردند. این پرونده به‌طور رسمی با عنوان Edwards v Canada (AG) شناخته می‌شود، اما عموماً به عنوان پرونده اشخاص شناخته می‌شود. در سال ۱۹۲۷، این پرونده به دادگاه عالی کانادا فرستاده شد و دادگاه تشخیص داد که زنان نمی‌توانند یا صلاحیت ندارند که در این عرصه (سنا) فعالیت کنند. در جواب به این حکم صادر شده، سال ۱۹۲۹، به کمیته قضایی شورای خصوصی، بالاترین دادگاه کانادا در آن زمان، دربارهٔ این موضوع شکایت شد. اما کمیته قضایی، تصمیم دیوان عالی را لغو کرد و اولین زن، کایرین ویلسون، سال بعد به سنا منصوب شد.

## مرگ و افتخارات
مک کینی در جریان کنوانسیون جهانی WCTU در ژوئن ۱۹۳۱ بیمار شد و پس از این‌که به کلرشلم برگشت، بیماری او وخیم‌تر شد. او بعد از بازگشت به خانه در ماه بعد، کمتر از دو سال پس از پیروزی او در پرونده اشخاص، از دنیا رفت. درگذشت مک کینی برای WCTU سنگین بود و به عنوان یک حادثه بزرگ تلقی می‌شد. او دارای احترام از سراسر کشور و جهان بود.
در سال ۱۹۳۹، دولت کانادا مک کینی را به عنوان شخصیتی با اهمیت تاریخی ملی به رسمیت شناخت. لوح یادبودی از او در اداره پست در کلرشلم به نمایش گذاشته شده‌است. در سال ۱۹۹۷، پرونده اشخاص به عنوان یک رویداد تاریخی ملی شناخته شد. در سال ۲۰۰۰، دو بنای تاریخی یکسان در کلگری، آلبرتا، و در نزدیکی ساختمان سنای کانادا، در اتاوا، انتاریو ایجاد شد. بناهای یادبودی به نام Women are Persons!، اعضای پنج معروف را در حال خواندن خبر پیروزی خود در پرونده اشخاص به تصویر بکشید. این بناهای تاریخی بعداً در اسکناس ۵۰ دلاری سری سفر کانادا به نمایش درآمد. در اکتبر ۲۰۰۹، سنا رای داد تا مک‌کینی و بقیه پنج عضو مشهور کانادا را به عنوان اولین «سناتورهای افتخاری» معرفی کند.

### استناد
1. 1 2 3  (MacEwan 1975)
2. ↑  (White 2000)
3. 1 2  "The Famous Five – Louise McKinney – Private Life". Alberta Online Encyclopedia. Archived from the original on 8 December 2010. Retrieved 30 June 2022.
4. ↑  (Chambers 1921)
5. 1 2  (Forster 2004)
6. ↑  "The Famous Five – Louise McKinney – Involvement with WCTU". Alberta Online Encyclopedia. Archived from the original on 8 December 2010. Retrieved 1 July 2022.
7. 1 2  (White 2000)
8. ↑  "Election results for Claresholm, 1917 (Alberta general election)". Alberta Heritage Community Foundation. Archived from the original on 8 December 2010. Retrieved 1 July 2022.
9. ↑  "The Famous Five – Louise McKinney – Career as Politician". Alberta Online Encyclopedia. Archived from the original on 8 December 2010. Retrieved 11 July 2022.
10. ↑  "Louise McKinney". The Canadian Encyclopedia. Retrieved 17 July 2022.
11. ↑  Gibbons, Sheila. "McKinney, Louise". The Eugenics Archives (به انگلیسی). Archived from the original on 22 August 2022. Retrieved 17 July 2022.
12. ↑  "Election results for Claresholm, 1921 (Alberta general election)". Alberta Heritage Community Foundation. Archived from the original on 8 December 2010. Retrieved 8 September 2010.
13. ↑  (White 2000)
14. ↑  "The Famous Five – Louise McKinney". Alberta Online Encyclopedia. Archived from the original on 8 December 2010. Retrieved 18 July 2022.
15. ↑  (Sharpe 2013)
16. ↑  Brown, Wayne (January 2001). "Electoral Insight". Elections Canada. Archived from the original on 27 April 2006. Retrieved 17 July 2022.
17. ↑  (Sharpe و McMahon 2007)
18. ↑  (White 2000)
19. ↑  (MacEwan 1975)
20. ↑  "McKinney, Louise National Historic Person". Parks Canada (به انگلیسی). Archived from the original on 21 November 2021. Retrieved 21 August 2022.
21. ↑  "Persons Case National Historic Event". Parks Canada (به انگلیسی). Archived from the original on 11 June 2022. Retrieved 11 June 2022.
22. ↑  "EXCLUSIVE: Meet the sculptor who immortalized Canada's Famous Five". Senate of Canada (به انگلیسی). Archived from the original on 22 February 2022. Retrieved 11 June 2022.
23. ↑  "Statues and Monuments". heroines.ca. Archived from the original on 11 August 2020. Retrieved 11 June 2022.
24. ↑  "Canadian Journey Series $50 Note". Bank of Canada Museum (به انگلیسی). Archived from the original on 14 March 2022. Retrieved 12 June 2022.
25. ↑  "Alberta's Famous Five named honorary senators". گلوب اند میل. 11 October 2009. Archived from the original on 13 May 2022. Retrieved 21 August 2022.

### کتابشناسی - فهرست کتب
- Forster, Merna (2004), 100 Canadian Heroines: Famous and Forgotten Faces, Dundurn Press, ISBN 978-1-55002-514-9
- MacEwan, Grant (1975), And mighty women too: stories of notable western Canadian women, Western Producer Prairie Books, ISBN 978-0-919306-65-3
- Sharpe, Robert (2013), The Persons Case and the Living Tree Theory of Constitutional Interpretation
- White, Anne (2000), "Louise Crummy McKinney (1868–1931): A Window into Western Canadian Christianity",  in Guenther, Bruce (ed.), Historical Papers 2000: Canadian Society of Church History, Canadian Society of Church History
- فهرست اعضای مجمع قانونگذاری آلبرتا